# Steffen Wöller
Steffen Wöller, né le 10 septembre 1972 à Erfurt, est un lugeur allemand. Avec son coéquipier Steffen Skel, il a obtenu plusieurs récompenses internationales majeures telles que trois médailles aux Mondiaux en double, deux médailles européennes et la Coupe du monde 2000-2001.

## Palmarès

### Jeux olympiques
- Lillehammer 1994 :
  - 14e en double
- Nagano 1998 :
  - 8e en double
- Salt Lake City 2002 :
  - 4e en double

### Championnats du monde
- Igls 1997 : 
  -  : Médaille de bronze en double
- Altenberg 2000 : 
  -  : Médaille d'or par équipe mixte
  -  : Médaille d'argent en double
- Calgary 2001 : 
  -  : Médaille d'argent en double
  -  : Médaille d'argent par équipe mixte

### Championnats d'Europe
- Oberhof 1998 :
  -  : Médaille d'argent en double
- Winterberg 2000 : 
  -  : Médaille d'argent par équipe mixte
  -  : Médaille d'argent en double
- Altenberg 2002 :
  -  : Médaille d'or par équipe mixte
- Oberhof 2004 :
  -  : Médaille d'or par équipe mixte
- Winterberg 2006 :
  -  : Médaille d'or par équipe mixte

### Coupe du monde
- Vainqueur de la Coupe du monde en 2000-2001.
- 8 victoires en double.